# Никола Йоцев
Никола Йоцев, Никола Попйоцев или Никола Попйованов, известен и като Никола Болевски, е български свещеник и общественик.

## Биография
Роден е около 1850 година във височкото село Больев дол. Баща му, поп Йоца (Йован) е местен свещеник, участвал през 1878 година в борбата на височани срещу териториалнитя претенции на Сърбия към региона.
Преди ноември 1878 година става свещеник. Известен е в цялото Горно Понишавие. През есента на 1885 година сръбски емисари му предлагат 1000 наполеона, ако вдигне въстание във Висока с цел присъединяване към Сърбия. Окръжният управител на Пирот, Тодор Попович, пише, че поп Никола Йоцев има авторитет и „може да вдигне въстание ..., защото тоя свещеник е уважаван в този край“. Поп Никола отказва.
Отписва сина си Георги от прогимназията в Берковица и го записва в прогимназията в Цариброд, с което се попълва необходимата бройка ученици за откриването на трети прогимназиален клас в Цариброд.
Баща е на просветния деец и писател Георги Попниколов.